# Clupeosoma
Clupeosoma is een geslacht van vlinders van de familie grasmotten (Crambidae), uit de onderfamilie Odontiinae.

## Soorten
- C. astrigalis Hampson, 1917
- C. atristriata Hampson, 1917
- C. barnesalis Dyar, 1923
- C. brevicans Dyar, 1923
- C. cicatricale Munroe, 1977
- C. costaemaculalis Caradja, 1934
- C. glaucinalis Hampson, 1917
- C. laniferalis Hampson, 1907
- C. margarisemale Munroe, 1977
- C. metachryson Hampson, 1897
- C. microthyrale Munroe, 1977
- C. oblectalis Hulst
- C. orientalalis (Viette, 1954)
- C. pellucidalis Snellen, 1880
- C. protopennis Dyar, 1923
- C. pseudopis Dyar, 1914
- C. purpureum Inoue, 1982
- C. rhodea Lower, 1905
- C. rufistriata Hampson, 1917
- C. schausalis Dyar, 1923
- C. sericialis Hampson, 1896
- C. sufflexale Dyar, 1914
- C. vohilavalis (Marion & Viette, 1956)